# رأس‌العین

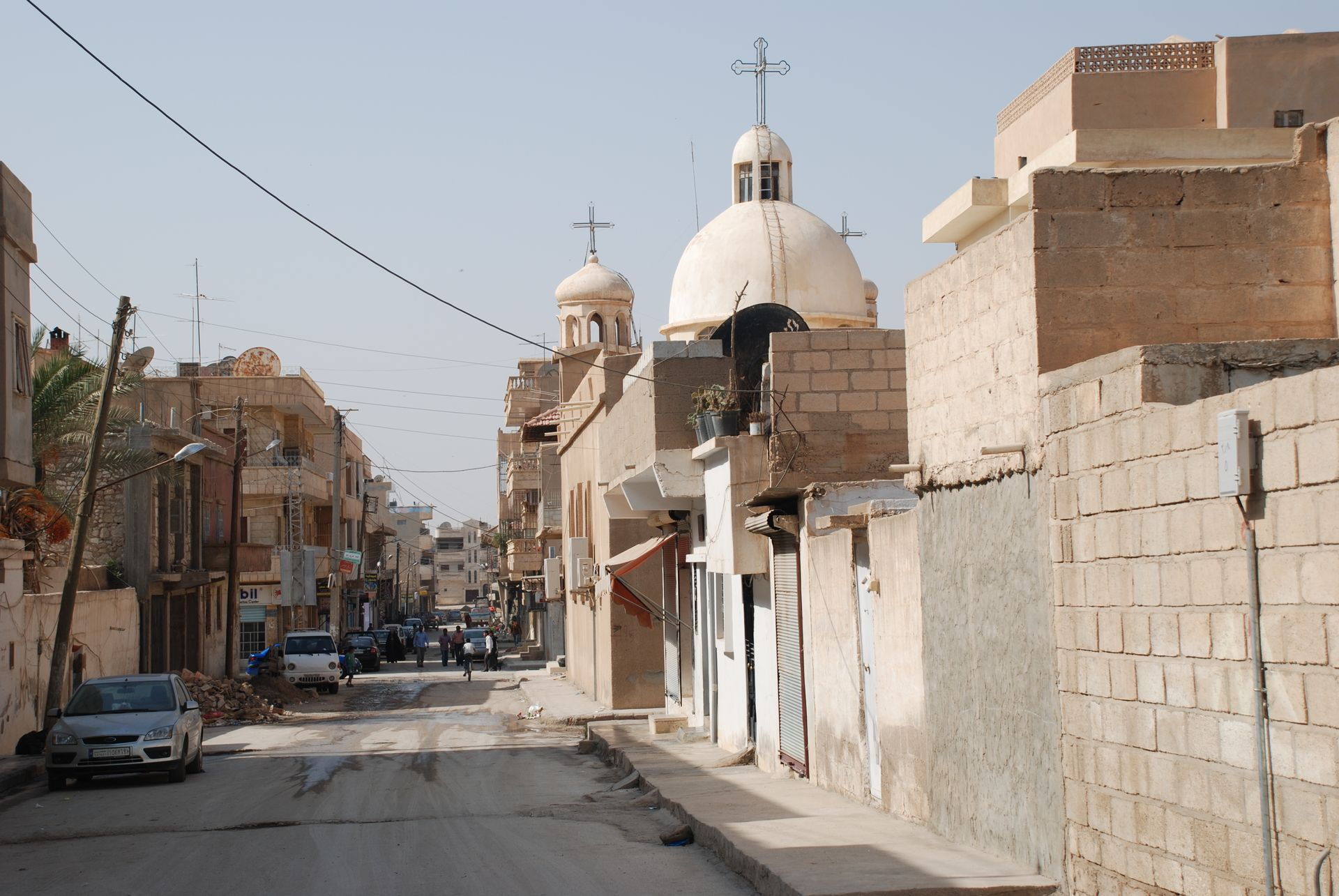
کلیسای جامع شهر سری‌کانی.

سری‌کانی یا رأس‌العین یکی از شهرهای کردستان سوریه است که در استان حسکه سوریه واقع شده است.
این شهر مرزی در فاصله کمی از شهر جیلان پنار ترکیه قرار دارد و نقطه‌ای استراتژیک به‌شمار می‌رود.
در سال ۲۰۱۳ مدتی پس از آغاز انقلاب مردم سوریه ضد دولت بشار اسد نبرد طولانی بین نیروهای کرد و ارتش آزاد سوریه در این شهر رخ داد. این شهر در ژوئیه ۲۰۱۳ به دست نیروهای کرد افتاد.
این شهر در اکتبر ۲۰۱۹ در جریان حمله نظامی ترکیه به شمال سوریه توسط ارتش ترکیه و ارتش ملی سوریه اشغال شد.